# Treuenbrietzen (stacja kolejowa)
Treuenbrietzen (niem. Bahnhof Treuenbrietzen) – stacja kolejowa w Treuenbrietzen, w kraju związkowym Brandenburgia, w Niemczech. Znajduje się na Brandenburgische Städtebahn. Zbudowany został w 1894 na linii kolejowej Jüterbog – Nauen. W 1904 ukończono Brandenburgische Städtebahn. Podczas II wojny światowej stacja doznał poważnych szkód. 1963 r. zamknięto Brandenburgische Städtebahn. 
Według klasyfikacji Deutsche Bahn ma kategorię 7.

## Linie kolejowe
- Jüterbog – Nauen
- Brandenburgische Städtebahn